# 横浜市出身の人物一覧
横浜市出身の人物一覧（よこはまししゅっしんのじんぶついちらん）は、神奈川県横浜市出身の人物の一覧。

## 政治・行政・実業
- 飛鳥田一雄、政治家
- 石川香織[1]、政治家
- 市川雄一、政治家
- 小此木彦三郎、政治家
- 来栖三郎、外交官
- 小泉又次郎、 元首相・小泉純一郎の祖父
- 遠藤三紀夫、 政治家
- 秋元征紘、実業家
- 伊藤守、実業家
- 稲森俊介、実業家
- 井上高志 - 実業家
- 内海賢太郎 - 声優事務所経営者、芸能プロモーター
- 江幡哲也 - 実業家
- 江部努、実業家
- 大林正典 - 国土交通技官
- 岸本拓也、実業家、ベーカリープロデューサー
- 嵯峨公元、実業家・正親町三条家・第31代当主（生まれ、育ちは東京都杉並区）
- 杉本哲哉、実業家
- 高橋がなり、実業家
- 瀧本憲治、実業家
- 鶴谷武親、実業家
- 中川智子、政治家
- 中田宏[2]、政治家
- 西尾昭彦、国際公務員
- 松浦勝人、実業家
- 渥美修一郎、実業家
- 桑田龍征、実業家
- 芝山みよか、美容家
- 三木ひとみ、行政書士

## 法曹
- 小室圭 -アメリカ合衆国の弁護士、眞子元内親王の配偶者にして秋篠宮文仁親王の女婿かつ悠仁親王の義兄。フォーダム大学法務博士（Juris Doctor degree）。

## 学術・言論
- 祝迫得夫、経済学者
- 石山アンジュ、社会活動家
- 今尾恵介、地図研究家・エッセイスト
- 江藤小三郎、思想家、社会運動家
- 榎本忠儀、電子工学者
- 大島武、経営学者
- 大村はま、教育者
- 岡倉由三郎、英語学者
- 小野寺健、英文学者
- 遠城明雄、地理学者
- 川添裕、見世物研究家・文化史家
- 草柳大蔵、評論家
- 小島道裕、歴史学者
- 坂野潤治、政治学者・歴史家
- 島津一郎、民法学者
- 白井暁彦、メディアアート研究者
- 神野真吾、美術教育研究者、キュレーター
- 杉本つとむ、国語学者
- 左右田喜一郎、経済学者
- 武井浩三、経営思想家、社会活動家、社会システムデザイナー、著作家
- 仁賀克雄、翻訳家・評論家
- 田中優子、江戸時代研究者
- 西村弘行、農学者
- 濱田康行、経済学者
- 原田準平、鉱物学者
- 布施哲治、天文学者
- 堀内昭義、経済学者
- 渡邊大門、歴史学者
- 横山彰、経済学者
- 横山桂次、政治学者

## 芸術

### 文芸・絵画・写真
- 冬目景、漫画家
- 浅田弘幸、漫画家
- いとうみきお、漫画家
- さかもと未明 - 漫画家、作家、アーティスト
- 春河35、漫画家、イラストレーター
- 岡倉天心、美術評論家
- 今村紫紅、画家
- 矢田一嘯、画家
- 松本忠、画家
- 有島生馬、画家
- 長谷川伸、作家
- 野尻抱影、随筆家
- 荒畑寒村、労働運動家・作家
- 里見弴（[弓+享]）、作家
- 長谷川潔、版画家
- 吉川英治、作家
- 岩田豊雄、作家
- 獅子文六、作家・演出家
- 村瀬輝光（深草蛍五）、作詞家・推理作家
- 蘇曼殊、詩人
- 川上澄生、版画家
- 伊藤まさこ、スタイリスト、著作家
- 横須賀功光、写真家

### 映像
- 青柳信雄、映画監督、映画プロデューサー
- 氏家夏彦（メディアコーディネーター、元TBSテレビ経営企画局長・コンテンツ事業局長・番組プロデューサー、元TBS関連会社代表取締役社長多数）
- 倉田準二、映画監督
- 澤田幸弘、映画監督
- 鈴木謙作、映画監督
- 仙頭武則、映画プロデューサー
- 丸山章治、映画監督、活動弁士、俳優、ナレーター
- 三木聡、映画監督、放送作家
- 利重剛、映画監督

## 芸能

### 演劇、演芸、俳優
- 青木隆治（ものまねタレント、歌手）
- 青柳勝（AV男優）
- 青山ミチ（歌手）
- 赤間麻里子（女優）
- 阿部寛（モデル、俳優）
- 浅野忠信（男優）
- 浅葉彩（フリーアナウンサー）
- 飯島直子（女優、タレント）
- 飯塚雅弓（女優・声優・歌手）生まれは、東京都
- 井川瑠音（女優、タレント）
- 石塚英彦（タレント）
- 石橋けい（女優）
- 伊瀬茉莉也（声優）
- いとうあいこ（元女優）
- 伊藤かずえ（女優、タレント）
- 伊藤かりん（タレント / 元乃木坂46）
- 伊藤純奈（女優 / 元乃木坂46）
- 稲垣鈴夏（元アイドル、元子役）
- 稲木聡（元福井放送アナウンサー）
- 井上和（アイドル・乃木坂46）
- 井上和彦[3]
- 井上真央（女優）
- 井上正大（俳優）
- 入江美樹（モデル・女優）
- 岩﨑大昇（ジュニア / KEY TO LIT）生まれは、栃木県宇都宮市
- 岩田雅人（元FTV・福島テレビアナウンサー）
- ウエディ新剛（元お笑いタレント）
- 植村智子（西日本放送アナウンサー）
- 内田恭子（元フジテレビアナウンサー、フリーアナウンサー）
- 内田さゆり（元女優、元子役）
- 内野聖陽（俳優）
- 梅田えりか（歌手）
- 江川宇礼雄（俳優・映画監督・脚本家）
- 2代目大江美智子（女優）
- オカファーエニス豪（テレビ宮崎アナウンサー）
- 小笠原祐子（AV女優）
- 緒形直人（俳優）
- 岡本富士太（男優）
- 小倉由菜（AV女優）
- おすぎ（タレント・映画評論家）
- 乙黒えり（女優、タレント）生まれは、バンコク
- 大原さやか（声優）[4]
- 斧アツシ（声優）[5]
- 小野涼子（声優）
- KAORI. (鈴木カオリ)（歌手・声優）
- 桂歌丸（落語家、落語芸術協会会長）
- 桂伸しん（落語家）
- 加藤明子（朝日放送アナウンサー）
- 香取慎吾（俳優 / 元SMAP）
- 金田朋子（声優）
- 上仲誠彦（お笑い芸人 / 横浜ヨコハマ）
- 9代目雷門助六（落語家）
- 神谷明[6]（声優）
- 加山雄三（俳優、歌手）育ちは、神奈川県茅ヶ崎市
- 川村虹花（モデル / 元仮面女子）
- 川島有貴（IBC岩手放送アナウンサー）
- 神田阿久鯉（講談師）
- 岸恵子（女優）
- 北林透馬（作家）
- 木村英里（元テレビ静岡アナウンサー、フリーアナウンサー）
- 桐山漣（俳優）
- 金城茉里奈（北海道放送アナウンサー）
- 草笛光子（女優）
- 倉持明日香（タレント / 元AKB48）
- Crystal Kay（歌手）
- 黒沢年雄（俳優、歌手）
- 桑野みゆき（元女優）
- 髙地優吾（SixTONES）
- 神盃朱里（歌手、タレント/神聖フレラモ）
- 河野宏紀（俳優、映画監督）生まれは、大阪府
- 古今亭菊龍（落語家）
- 小島めぐみ（声優）
- 五大路子（女優）
- KOTO（歌手、タレント）
- 後藤沙緒里（声優）
- 子安武人[7]（声優）
- 近藤真彦（歌手、俳優、レーサー）育ちは、神奈川県大和市
- 金剛地武志（俳優、ミュージシャン）
- 彩木美来（元タレント）
- 斉藤慶太（俳優）
- 斉藤祥太（俳優）
- 斉藤由貴（女優）
- 斉藤隆治（元俳優）
- 桜塚やっくん（お笑いタレント）
- 佐藤友香（フリーアナウンサー）
- 佐野浅夫（男優）
- 沢井美優（女優、タレント）
- 桜井玲香（女優 / 元乃木坂46）生まれは、北海道函館市
- SHELLY（タレント）
- 志賀泰伸（元アイドル/ 元忍者）
- 篠原ゆき子（女優）
- 篠宮沙絵子（声優・ナレーター）
- 渋谷哲平（俳優・歌手）
- 柴田博（朝日放送アナウンサー）
- 嶋村瞳（タレント・グラビアアイドル）
- 清水節子（歌手・タレント）
- 春風亭昇羊（落語家）
- 白又敦（タレント、俳優）
- 須藤理彩（女優）
- すみれこ（モデル）
- センス爆発女 （お笑い芸人）
- 園まり （歌手）
- 高樹千佳子（元フリーアナウンサー）出生は、長崎県
- 高島礼子（女優）
- 滝の家鯉香（三味線漫談家）のんき節
- 高瀬春奈（女優）
- 高橋かおり（女優）
- 高橋克典（歌手、俳優、タレント）
- 高橋長英（俳優）
- たかはし智秋（声優）
- 髙橋優斗（タレント / 元HiHi Jets）
- 竹中直人（俳優、コメディアン、映画監督、歌手）
- 立川左平次（落語家）
- 立川志ゑん（落語家）
- 立川志の八（落語家）
- 立川らく次（落語家）
- 谷原章介（俳優、タレント）
- 楽しんご（お笑いタレント）：保土ケ谷区
- 玉川奈々福（浪曲師、曲師）
- 千葉恵里（AKB48）
- 堤下敦（お笑いタレント/ インパルス）
- 坪倉由幸（お笑いタレント/ 我が家）
- 妻夫木聡（俳優）生まれは、福岡県柳川市
- 紡木吏佐（声優）育ちは、沖縄県
- 出川哲朗（タレント）
- 手越祐也（歌手、俳優、元NEWS）
- 寺尾聰（俳優・歌手・ベーシスト）
- 遠峰あこ（歌手）
- 常盤貴子（女優）兵庫県西宮市に一時居住
- 東根作寿英（俳優）
- ドンココ（お笑いコンビ）
- 中島ヨシキ（声優）
- 長瀬智也（ミュージシャン/ 元TOKIO）
- 中丸シオン（女優）
- 中丸新将（俳優）
- 中村繪里子（声優）
- 中森友香（女優、タレント）
- 夏目雅子（女優）生まれは、東京都港区
- 生天目仁美（声優）生まれは、新潟県佐渡市
- 成海璃子（女優）
- 南原宏治（俳優）
- 新垣里沙（歌手/ 元モーニング娘。）
- 新村晋（お笑い芸人 / 横浜ヨコハマ）
- NICO（YouTuber / 平成フラミンゴ）生まれは、大阪府
- 西岡徳馬（俳優）
- 仁科有理（女優）
- 西原亜希（女優）
- 西山宏太朗（声優）
- 蜷川有紀（女優）
- のののん（女優、タレント、モデル）
- 野村真美（女優）
- 野村道子（声優）
- 長谷部瞳（女優）
- 初井言榮（女優）
- 服部ゆう（ミュージカル俳優）
- はな（タレント）
- 浜田晃（俳優）
- 浜本沙良（元歌手）
- 林家錦平（落語家）
- 原節子（女優）
- 原めぐみ（原江梨子）（歌手）
- 春名風花（声優、女優、元子役、タレント）
- ピーコ（タレント・ファッション評論家）
- 平井雅幸（テレビ岩手元アナウンサー）
- 平井麗奈（ダンサー・女優）
- 平本一穂（元AV男優・実業家）
- ふかわりょう（お笑いタレント）
- 福本実（福井放送元アナウンサー）
- 富士たくや（俳優）
- 藤野涼子（女優）
- 藤村直樹（俳優）
- 藤村直己（広島テレビアナウンサー）
- 古谷徹[8]（声優）
- 星川祐樹（俳優）
- 細川直美（女優）
- 前田公輝（俳優）
- マギー（モデル・タレント）生まれは、兵庫県尼崎市
- 松井ケムリ（お笑いタレント/ 令和ロマン）
- 松尾永遠（タレント / 元女子プロレスラー）
- 松田暎子（女優）
- 松元環季（女優、元子役）
- 松本菜緒（ミュージカル俳優）
- 松本梨香[9]（声優）
- 真夏竜（俳優）
- 間宮祥太朗（俳優）
- 丸山優子（女優）
- ミートボール吉野（AV男優）
- 三島ゆり子（女優）
- 美空ひばり（歌手）
- ミッキー安川（タレント）
- ミッツ・マングローブ（女装家、タレント）
- 宮田幸季（声優）
- 向井理（俳優）
- 村上知子（お笑い芸人/ 森三中）
- 本橋馨（元熊本県民テレビアナウンサー、フリーアナウンサー）
- meg（ジャズシンガー）
- 森林原人（AV男優）
- 森本慎太郎（SixTONES）生まれは、石川県金沢市
- 矢口真里（タレント/ 元モーニング娘。）
- 柳沢なな（女優）
- 薮宏太（Hey! Say! JUMP）
- 薮島朱音（声優）
- 山口小夜子（ファッション・モデル）
- 山口百恵（元歌手、元女優）神奈川県横須賀市
- 山下規介（俳優、脚本家）
- 山田みほ（声優）
- 山下剛（朝日放送アナウンサー）
- 結那（女優、声優）
- 裕木奈江（女優、歌手）
- 余貴美子（女優）
- 横浜流星（俳優）育ちは、埼玉県
- 吉岡小鼓音（女優）
- 吉川美代子（元TBSアナウンサー・解説委員）
- 吉田奈央（読売テレビアナウンサー）
- 吉田悠希（フリーアナウンサー、タレント）
- 吉村光夫（アナウンサーNHK→TBS、鉄道ライター）
- 米倉涼子（女優、元ファッションモデル）
- レジェンド松下（実演販売士）
- 和久井映見（女優）
- 渡辺はま子（歌手）
- 渡辺真理（フリーアナウンサー / 元・TBS）
- 亘健太郎（お笑いタレント / フルーツポンチ）

### 宝塚歌劇団
- 月城かなと - 元月組トップスター
- 望海風斗 - 元雪組トップスター
- 麻央侑希 - 元星組男役
- りつこ - 元専科男役
- 音波みのり - 元星組娘役
- 舞空瞳 - 元星組トップ娘役
- 聖乃あすか - 花組男役
- 蒼波黎也 - 雪組男役
- 極美慎 - 星組男役
- 桜木みなと - 宙組トップスター
- 一乃凜 - 月組娘役
- 京三紗 - 専科女役

### 音楽
- 秋岸寛久、作曲家
- Akeboshi、シンガーソングライター
- 朝日温子、作曲家
- あんにゅ、ボーカリスト / コアラモード.
- 石川俊介、ゼノン石川、ミュージシャン/元聖飢魔II
- IMAJO、ギタリスト
- 今堀拓也、作曲家
- 岩沢厚治、ミュージシャン / ゆず
- USA、ダンサー・パフォーマー / EXILE
- 瑛人、シンガーソングライター
- エッセンス、ミュージシャン / 斎藤環と斎藤希の双子
- 大石晴子、シンガーソングライター（生まれは大阪府）
- 大坂孝之介、ミュージシャン / 元湘南探偵団
- 小田和正、シンガーソングライター
- 小幡康裕、サウンドクリエイター / コアラモード.
- 菊池常利、シンガーソングライター
- 北川悠仁、ミュージシャン / ゆず
- 喜多建介、ミュージシャン / ASIAN KUNG-FU GENERATION
- 木村恵子、シンガーソングライター
- 黒須克彦、作曲家
- 後藤慶、ボーカリスト　/　Paymoneyto mypain
- ＃KTちゃん、ラッパー
- 小坂りゆ、ミュージシャン / BeForU
- KOHEI JAPAN、ヒップホップMC / MELLOW YELLOW
- 関取花、シンガーソングライター
- 坂本遥（エドガー・サリヴァン、THEラブ人間）
- 高木祥太（BREIMEN、エドガー・サリヴァン）
- 高橋コウタ、作曲家
- 田中豊雪、ベーシスト / 元THE SQUARE
- 坪松裕樹、ソロギタリスト
- TiA、シンガーソングライター
- DJ JIN、ヒップホップDJ・トラックメイカー / RHYMESTER
- 徳永暁人、作曲家
- 中村裕介、ミュージシャン
- 西山毅、ミュージシャン / HOUND DOG
- 原田ヒロシ 歌手、シンガーソングライター、三味線奏者
- 原由子、ミュージシャン / サザンオールスターズ
- HIRO、ダンサー・パフォーマー / EXILE（出生は広島県竹原市）
- FORK、ラッパー / ICE BAHN
- MAKIDAI、ダンサー・パフォーマー / EXILE
- 松岡直也、ミュージシャン
- 松岡英明、ロックミュージシャン
- 松武秀樹、ミュージシャン
- Mummy-D、ヒップホップMC / RHYMESTER
- 黛敏郎、作曲家
- ミッキー吉野、ミュージシャン
- 村井研次郎、ミュージシャン / CYCLE・ベーシスト
- meg、ジャズシンガー、元女優（小林恵）
- 横山剣、ミュージシャン / クレイジーケンバンド
- 米倉千尋、シンガーソングライター
- ランキンタクシー、ミュージシャン
- ryo、ミュージシャン / supercell
- ルイズルイス加部、加部正義、ミュージシャン

## 囲碁・将棋・チェス
- 森内俊之、将棋棋士・十八世名人（永世名人）資格保持者
- 髙野秀行、将棋棋士
- 富岡英作、将棋棋士
- 西尾明、将棋棋士
- 瀬川晶司、将棋棋士
- 戸辺誠、将棋棋士
- 永瀬拓矢、将棋棋士
- 高見泰地、将棋棋士
- 井出隼平、将棋棋士
- 権田源太郎、チェスプレーヤー・実業家

## スポーツ

### 野球
- 青柳晃洋、プロ野球選手（フィラデルフィア・フィリーズ傘下所属）
- 浅井良、元プロ野球選手
- 荒井幸雄、元プロ野球選手
- 荒波翔、元プロ野球選手（神奈川フューチャードリームス所属）
- 阿波野秀幸、元プロ野球選手
- 安藤強、元社会人野球選手
- 飯田徳治、元プロ野球選手
- 井口和朋、プロ野球選手（オリックス・バファローズ所属）
- 石井裕也、元プロ野球選手（北海道日本ハムファイターズ所属）
- 石川達也、プロ野球選手（読売ジャイアンツ所属）
- 板山祐太郎、プロ野球選手（中日ドラゴンズ所属）
- 伊藤秀範、元プロ野球選手（信濃グランセローズ所属）
- 岩﨑達郎、元プロ野球選手
- 内田和也、元プロ野球選手
- 大谷龍太、社会人野球選手（大谷翔平の兄）
- 乙坂智、プロ野球選手（ユカタン・ライオンズ 所属）
- 加藤貴大、元プロ野球選手（エスプライド鉄腕硬式野球部所属）
- 加藤幹典、元プロ野球選手
- 河原隆一、元プロ野球選手（横浜DeNAベイスターズ所属）
- 木田勇、元プロ野球選手
- 黒木優太、プロ野球選手（埼玉西武ライオンズ所属）
- 黒羽根利規、元プロ野球選手（栃木ゴールデンブレーブス所属）
- 桑田武、元プロ野球選手
- 小池正晃、元プロ野球選手
- 斉藤秀光、元プロ野球選手
- 笹川吉康、プロ野球選手（福岡ソフトバンクホークス所属）
- 篠田純平、元プロ野球選手
- 柴田勲、元プロ野球選手
- 下水流昂、元プロ野球選手（東北楽天ゴールデンイーグルス所属）
- 鈴江彬、元プロ野球選手
- 角晃多、元プロ野球選手（埼玉武蔵ヒートベアーズ所属）
- 代田建紀、元プロ野球選手（城西大学硬式野球部所属）
- 高塩将樹、プロ野球選手（統一ライオンズ所属）
- 高橋建、元プロ野球選手（阪神タイガース所属）
- 高橋智、元プロ野球選手
- 高橋光信、元プロ野球選手
- 田上健一、プロ野球選手
- 田澤純一、元プロ野球選手（ボストン・レッドソックス所属）
- 田中正義、プロ野球選手（北海道日本ハムファイターズ所属）
- 田中美一、アマチュア野球審判員
- 田原啓吾、元プロ野球選手
- 円谷英俊、元プロ野球選手（読売ジャイアンツ所属）
- 中川颯、プロ野球選手（横浜DeNAベイスターズ所属）
- 長坂健冶、元プロ野球選手（東北楽天ゴールデンイーグルス所属）
- 中田良弘、元プロ野球選手
- 原拓也、元プロ野球選手
- 平田徹、高校野球指導者
- 福田秀平、元プロ野球選手（くふうハヤテベンチャーズ静岡所属）
- 福田永将、元プロ野球選手
- 松修康、元プロ野球選手
- 松井裕樹、プロ野球選手（サンディエゴ・パドレス所属）
- 松尾英治、元プロ野球選手
- 松本裕樹、プロ野球選手（福岡ソフトバンクホークス所属）
- 松山傑、元プロ野球選手
- 三浦柚恵、元女子プロ野球選手
- 望月惇志、元プロ野球選手（阪神タイガース所属）
- 森駿太 、プロ野球選手（中日ドラゴンズ所属）
- 森野将彦、元プロ野球選手
- 八木智哉、元プロ野球選手（中日ドラゴンズ所属）
- 柳川洋平、元プロ野球選手（オセアン滋賀ブラックス所属）
- 山口鉄也、元プロ野球選手（読売ジャイアンツ所属）
- 矢野英司、元プロ野球選手
- 吉田賢吾、プロ野球選手（北海道日本ハムファイターズ所属）
- 渡邉博幸、元プロ野球選手（中日ドラゴンズ所属）
- 渡邊佳明、プロ野球選手（東北楽天ゴールデンイーグルス所属）

### サッカー
- 井上健太、サッカー選手（大分トリニータ特別指定選手）
- 岩本輝雄、元サッカー選手（ベルマーレ平塚、ベガルタ仙台他）
- 臼井幸平、元サッカー選手（湘南ベルマーレ、横浜FC他）
- 遠藤渓太、サッカー選手（横浜F・マリノス）
- 遠藤航、サッカー選手（リヴァプールFC：イングランド）
- 岡野雅行、元サッカー選手（浦和レッズ、ヴィッセル神戸他）
- 小川航基、サッカー選手（NECナイメヘン：オランダ）
- 小澤修一、元サッカー選手（静岡FC、松本山雅FC）、松本山雅取締役
- 小野智吉、元サッカー選手（湘南ベルマーレ、横浜FC）
- 金井貢史、サッカー選手（清水エスパルス）
- 可児壮隆、サッカー選手（ガイナーレ鳥取）
- 喜田拓也、サッカー選手（横浜F・マリノス）
- 国本玲央、サッカー選手（レノファ山口FC）
- 栗原勇蔵、サッカー選手（横浜F・マリノス）
- 古賀聡、元サッカー選手（鹿島アントラーズ、サンフレッチェ広島他）
- 小原章吾、元サッカー選手（横浜F・マリノス、モンテディオ山形他）
- 齋藤功佑、サッカー選手（横浜FC）
- 齊藤聖七、サッカー選手（清水エスパルス）
- 坂田大輔、元サッカー選手（横浜F・マリノス、アビスパ福岡他）
- 佐藤隼、サッカー選手（藤枝MYFC）
- 佐原秀樹、元サッカー選手（川崎フロンターレ、FC東京他）
- 柴戸海、サッカー選手（浦和レッズ）
- 高丘陽平、サッカー選手（サガン鳥栖）
- 高木大輔、サッカー選手（ガンバ大阪）
- 高木俊幸、サッカー選手（セレッソ大阪）
- 高木友也、サッカー選手（法政大学）
- 高木善朗、サッカー選手（アルビレックス新潟）
- 高田保則、元サッカー選手（湘南ベルマーレ、ザスパ草津他）
- 髙柳一誠、サッカー選手（レノファ山口FC）
- 武颯、サッカー選手（カターレ富山）
- 竹内彬、サッカー選手（カマタマーレ讃岐）
- 富澤清太郎、サッカー選手（SC相模原）
- 中村俊輔、元サッカー選手
- 丹羽竜平、サッカー選手（SC相模原）
- 長谷部茂利、サッカー指導者（アビスパ福岡監督）
- 福田正博、元サッカー選手（浦和レッズ）、サッカー解説者
- 星広太、サッカー選手（SC相模原）
- 星雄次、サッカー選手（大分トリニータ）
- 前嶋洋太、サッカー選手（水戸ホーリーホック）
- 水内猛、元サッカー選手（浦和レッズ、ブランメル仙台）
- 水沼宏太、サッカー選手（横浜F・マリノス）
- 山根視来、サッカー選手（川崎フロンターレ）
- 結城耕造、元サッカー選手（ジェフユナイテッド千葉、デュッセルドルフ：ドイツ他）
- 汰木康也、サッカー選手（ヴィッセル神戸）
- 李国秀、元サッカー指導者
- 和田昌士、サッカー選手（SC相模原）
- 上尾野辺めぐみ、女子サッカー選手（アルビレックス新潟レディース）
- 近賀ゆかり、女子サッカー選手（杭州女子倶楽部：中国）
- 佐藤大介、ブラインドサッカー選手（たまハッサーズ）

### バスケットボール
- 浅野崇史、プロバスケットボール選手：都筑区
- 佐古賢一、バスケットボール選手：戸塚区（生まれは山口県岩国市）
- 鈴木鉄夫、バスケットボール選手
- 鈴木裕紀、プロバスケットボール選手：戸塚区
- 田臥勇太、バスケットボール選手
- 渡邊雄太、バスケットボール選手

### 格闘技・武道・相撲
- 荒篤山太郎、大相撲力士
- 濱ノ海芳正、元大相撲力士
- 頂ノ郷昌登、元大相撲力士
- 金親和憲、元大相撲力士
- 高井洋平、柔道家
- 羽賀龍之介、柔道家
- 小川雄勢、柔道家
- 山本杏、柔道家
- 出村文男、空手家
- 黒澤貫太郎、空手家
- 田中健太郎、空手家
- 諸岡奈央、元空手選手
- 大平剛、プロボクサー（生まれは川崎市）
- 大保龍斗、プロボクサー
- 岡田誠一、プロボクサー
- 花形冴美、プロボクサー
- 栁堀隆吾、プロボクサー
- 松本圭佑、プロボクサー
- 花形進、元プロボクサー
- 大橋秀行、元プロボクサー
- 葛西裕一、元プロボクサー
- 進藤靖弘、元プロボクサー
- 新井田豊、元プロボクサー
- 東悟、元プロボクサー
- 松本好二、元プロボクサー
- 和田まどか、アマチュアボクシング選手
- 本田多聞、元レスリング選手、プロレスラー
- シバター、プロレスラー
- 神取忍、プロレスラー
- 木村響子、プロレスラー
- 木村花、プロレスラー
- 木高イサミ、プロレスラー
- 鈴木みのる、プロレスラー
- ストロングマシーン・J、プロレスラー
- なつぽい（万喜なつみ）、プロレスラー
- バラモン兄弟（バラモン・シュウ&ケイ）、プロレスラー
- ラビット美兎、プロレスラー
- アントニオ猪木、元プロレスラー
- 冬木弘道、元プロレスラー
- 髙田延彦、元格闘家、元プロレスラー
- 平岡琴、キックボクサー

### 公営競技
- 青木芳之、競馬騎手
- 阿部正太郎、競馬騎手、調教師
- 猪俣康一、競輪選手
- 加用正、競馬騎手、調教師
- 郡司浩平、競輪選手
- 小林久晃、競馬騎手
- 佐藤嘉秋、競馬騎手、調教師
- 鈴木勝太郎、競馬騎手、調教師
- 仲住芳雄、競馬騎手、調教師
- 西田雄一郎、競馬騎手
- 二本柳一馬、競馬騎手、調教師
- 二本柳俊夫、競馬騎手、調教師
- 橋本正晴、競馬騎手、調教師
- 古山良司、競馬騎手、調教師
- 山本茜、競馬騎手

### その他スポーツ
- 飯田義隆、セパタクロー選手
- 一ノ渡桜、女子射撃選手
- 加賀崎航太、ゴルファー
- 加賀山就臣、ロードレースライダー
- 川岸史果、プロゴルファー
- 公家明日香、ラグビー選手
- 小林ゆき、モーターサイクルジャーナリスト
- 白井健三、体操競技選手
- ストリーツ海飛、フェンシング選手
- 髙橋恵、プロゴルファー
- 田中雅彦、バドミントン選手
- 鶴岡果恋、プロゴルファー
- 土居一斗（英語版）、セーリング選手
- 土居愛実、セーリング選手
- 床田聖悟、ラグビー選手
- 中楠一期、ラグビー選手
- 原英莉花、プロゴルファー
- 林琉輝、ラグビー選手
- 平石颯、ラグビー選手
- 古屋みず希、ラグビー選手
- 松下哲哉、水泳・シンクロナイズドスイミング指導者 運動生理
- 松下怜央、ラグビー選手
- 武藤ゆらぎ、ラグビー選手
- 山田昌寛、セパタクロー選手
- 山口順、モルック選手：保土ケ谷区
- 山口真理恵、ラグビー選手
- 山本凱、ラグビー選手
- 渡邊洋人、ラグビー選手
- 山本博、アーチェリー選手

## その他
- 大利実（スポーツライター）
- 大貫詩織（助産師、性教育講師、YouTuber）
- 笹川萌（YouTuber、女子野球選手）
- すがやあゆみ（障害者ネットアイドル）
- 世界のヨコサワ（プロポーカープレイヤー）
- 高木実（地図切手研究家、元学校法人高木学園理事長）
- 二階堂健男（労働運動家、全日本水道労働組合執行委員長）
- 平木久惠（雑誌編集者）
- 吉田成樹（演出家・イベントプロデューサー）
- 三浦綾（社会起業家）
- 渡辺大樹（バングラデシュで活動する人道支援家）